# Independent Spirit Award för bästa film
Independent Spirit Award för bästa film är ett filmpris som delas ut vid Independent Spirit Awards varje år sedan 1986. Priset tilldelades den bästa filmen från det gångna året.

## Vinnare
"Galaår": "Svensk titel" – "Regissör"
- 1986: En natt i New York – Martin Scorsese
- 1987: Plutonen – Oliver Stone
- 1988: Vid flodens strand – Tim Hunter
- 1989: Vinna eller försvinna – Ramon Menendez
- 1990: Sex, lögner och videoband – Steven Soderbergh
- 1991: Svindlarna – Stephen Frears
- 1992: Natten med Rose – Martha Coolidge
- 1993: Spelaren – Robert Altman
- 1994: Short Cuts – Robert Altman
- 1995: Pulp Fiction – Quentin Tarantino
- 1996: Farväl Las Vegas – Mike Figgis
- 1997: Fargo – Joel Coen
- 1998: Aposteln – Robert Duvall
- 1999: Gods and Monsters – Bill Condon
- 2000: Election – Alexander Payne
- 2001: Crouching Tiger, Hidden Dragon – Ang Lee
- 2002: Memento – Christopher Nolan
- 2003: Far from Heaven – Todd Haynes
- 2004: Lost in Translation – Sofia Coppola
- 2005: Sideways – Alexander Payne
- 2006: Brokeback Mountain – Ang Lee
- 2007: Little Miss Sunshine – Jonathan Dayton och Valerie Faris
- 2008: Juno – Jason Reitman
- 2009: The Wrestler – Darren Aronofsky
- 2010: Precious – Lee Daniels
- 2011: Black Swan – Darren Aronofsky
- 2012: The Artist – Michel Hazanavicius
- 2013: Du gör mig galen! – David O. Russell
- 2014: 12 Years a Slave – Steve McQueen
- 2015: Birdman – Alejandro González Iñárritu
- 2016: Spotlight – Tom McCarthy
- 2017: Moonlight – Barry Jenkins
- 2018: Get Out – Jordan Peele
- 2019: If Beale Street Could Talk – Barry Jenkins
- 2020: The Farewell – Lulu Wang
- 2021: Nomadland – Chloé Zhao
- 2022: The Lost Daughter – Maggie Gyllenhaal
- 2023: Everything Everywhere All at Once – Daniel Kwan och Daniel Scheinert